# Малоалександровский сельский совет (Великоалександровский район)
Малоалександровский сельский совет (укр. Малоолександрівська сільська рада) — входит в состав
Великоалександровского района
Херсонской области
Украины.
Административный центр сельского совета находится в 
с. Малая Александровка
.

## История
- 1803 — дата образования.

## Населённые пункты совета
- с. Малая Александровка